# Antika

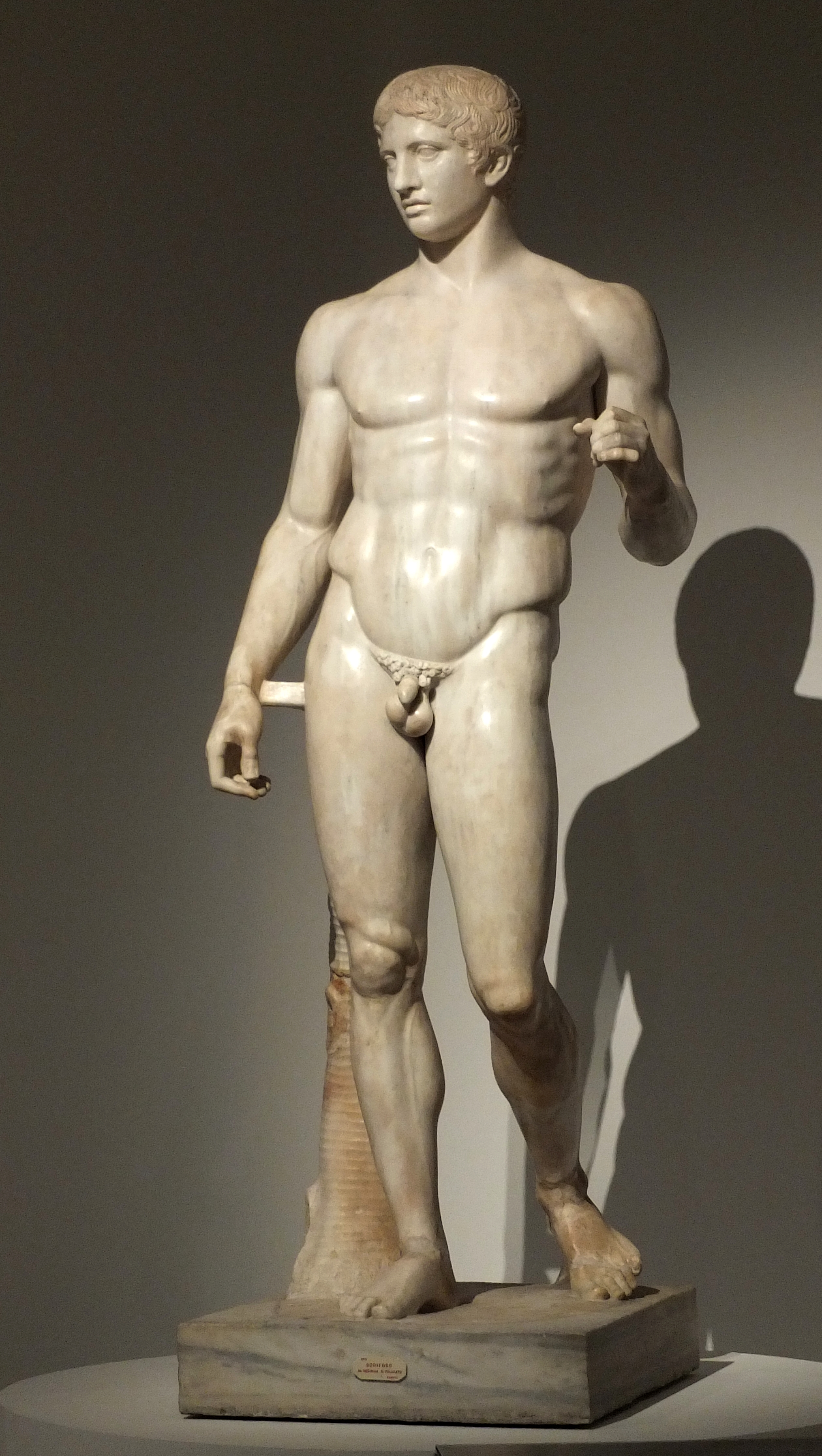
Antický ideál krásy, Polykleitův Doryforos v římské kopii

Antika (z latinského antiquitas „dávné časy“) je v historiografii označení pro období starověku na území Řecka a Říma a jejich kulturu, na kterou navazoval a čerpal z ní Západní svět. Antická civilizace během helénismu a římské expanze silně ovlivnila také přilehlá území Evropy, severní Afriky a Blízkého východu. Za její počátek lze považovat archaické období starověkého Řecka od 8. do 5. století př. n. l. a za její konec zánik Západořímské říše roku 476 n. l. během pozdní antiky. Studiem antiky se zabývají klasická studia.

## Pojem
Jako „antiky“ se původně od renesance označovaly antické, zvláště sochařské památky, ke kterým Evropa znovu začala vzhlížet jako k uměleckému ideálu. V 18. století Johann Joachim Winckelmann, zakladatel moderního pojetí dějin umění, definoval antiku jako soubor těchto památek a kulturní ideál do nich vložený. Antika se tak stala normou, kterou se řídilo umění období klasicismu. Dalším vývojem prošel výraz v 19. století v souvislosti s rozvojem vědeckého bádání, zejména klasické filologie a později přechod od vzhlížení k idealizované minulosti k historismu. Chápání antiky jako celé historické epochy se tak prosadilo až začátkem 20. století.